# Hawkins (Teksas)
Hawkins – miasto w Stanach Zjednoczonych, w stanie Teksas, w hrabstwie Wood.